# Brandon Gay
Brandon O'Brian Gay (Houston, 8 agosto 1982) è un ex cestista statunitense.

## Palmarès
- Supercoppa del Belgio: 1

Anversa: 2007